# 愛達荷州州旗

愛達荷州州旗

爱达荷州州旗为蓝底旗帜中心为该州州徽。徽下为红底黄字的“State of Idaho（爱达荷州）”字样。根据官方对该旗的说明，旗边缘还应有金黄色刘海装饰，但很多时候该旗并不配有该装饰。
位于旗中心的徽章图案为一名矿工及一名妇女，象征平等、自由和正义。州徽上的标志着一些该州的自然资源：矿产、森林、农田及野生动物。
该旗基于第一爱达荷步兵于1899年美西战争中使用的旗帜。该旗在1907年3月被采用，并于1957年做了略微修改。